# سيس بول
سيس بول (بالهولندية: Cees Bol)‏ (و. 1995  م) هو راكب دراجة هوائية هولندي، ولد في زاندام، شارك في طواف فرنسا 2019، مركز لعبه هو عداء دراجات ‏.

## سجل الفوز

### سباقات أو مراحل فاز بها
| التاريخ        | السباق                           | المركز                                                                   |
| -------------- | -------------------------------- | ------------------------------------------------------------------------ |
| 21 يونيو 2015  | ستير زي إل إم تور 2015           |                                                                          |
| 09 أبريل 2016  | روند فان فلانديرن بيلوفتن 2016   | العاشر في التصنيف العام                                                  |
| 25 مارس 2018   | تور دو نورماندي 2018             | السادس في تصنيف النقاط، السابع في تصنيف أفضل شاب، السابع في تصنيف الجبال |
| 01 مايو 2018   | طواف دي بريتاجن 2018             | الأول في تصنيف النقاط، الرابع في التصنيف العام                           |
| 20 مايو 2018   | جي بي مارسيل كينت 2018           | الثاني في التصنيف العام                                                  |
| 02 يونيو 2018  | هيستسي بيجل 2018                 | الخامس في التصنيف العام                                                  |
| 01 سبتمبر 2018 | 2018 Lillehammer Grand Prix      | الثالث في التصنيف العام                                                  |
| 02 سبتمبر 2018 | 2018 Gylne Gutuer                | الثامن في التصنيف العام                                                  |
| 02 أكتوبر 2018 | بينشي-شيمي-بينشي 2018            | العاشر في التصنيف العام                                                  |
| 20 مارس 2019   | سباق نوكير كويرز 2019            | الفائز في التصنيف العام                                                  |
| 02 يونيو 2019  | طواف النرويج 2019                | الثالث في تصنيف النقاط، الخامس في التصنيف العام                          |
| 09 أكتوبر 2019 | 2019 KAJ-KWB Prijs               | الفائز في التصنيف العام                                                  |
| 19 أغسطس 2021  | 2021 Grote Prijs Lucien Van Impe | الفائز في التصنيف العام                                                  |
| 23 سبتمبر 2022 | 2022 Zwevezele Koers             |                                                                          |

## روابط خارجية
- سيس بول على موقع الاتحاد الدولي للدراجات (الإنجليزية)
- سيس بول على موقع أرشيف الدراجات (الإنجليزية)
- سيس بول على موقع إحصائيات الدراجات الإحترافية (الإنجليزية)
- سيس بول على موقع نسبة الدراجات (الإنجليزية)